# Ирмгард фон Йотинген
Ирмгард фон Йотинген (на немски: Irmgard von Oettingen; * ок. 1304, Йотинген; † 6 ноември 1389 или 1399, манастир Либенау във Вормс) е графиня от Йотинген в Швабия, Бавария, и чрез женитба пфалцграфиня при Рейн и като вдовица доминиканка. Тя е баба на германския император Рупрехт († 1410).

## Живот
Дъщеря е на граф Лудвиг VI фон Йотинген († 1346) и втората му съпруга Агнес фон Вюртемберг (1295 – 1317), дъщеря на граф Еберхард фон Вюртемберг († 1325) и третата му съпруга маркграфиня Ирменгард фон Баден († 1320), дъщеря на маркграф Рудолф I фон Баден.
Ирмгард се омъжва през август 1320 г. за пфалцграф Адолф от Пфалц († 1327) от род Вителсбахи, вторият син на баварския херцог на Горна Бавария и пфалцграф Рудолф I (1274 – 1319) и съпругата му Мехтхилд от Насау (1280 – 1323), дъщеря на крал Адолф от Насау. Двамата живеят в Хайделберг и управляват под главното командване на император Лудвиг IV Баварски. През 1326 г. Адолф се оттегля в Огерсхайм.
След смъртта на нейния съпруг на 29 януари 1327 г. Ирменгард се оттегля с децата си същата година като гост в манастир Либенау при Вормс, където през 1344 г. става монахиня (доминиканка). Тя умира на 6 ноември 1399 г. (или 1389) в манастира и е погребана там.

## Деца
Ирмгард фон Йотинген и Адолф от Пфалц имат децата:
- Рупрехт II (1325 – 1398), курфюрст на Пфалц
- Фридрих (* 1326, изчезва като малко дете)
- Адолф (умира рано)
- дъщеря († 1389), омъжена за граф Майнхард I фон Ортенбург.